# Pomp and Circumstance
Pomp and Circumstance op. 39 je cikel petih koračnic za orkester Edwarda Elgarja.
Skladatelj je naslov našel v Shakespeareovem Othellu, in sicer v verzih 
»Farewell the neighing steed, and the shrill trump,
The spirit-stirring drum, the ear-piercing fife,
The royal banner, and all quality,
Pride, pomp, and circumstance of glorious war!«
Prva izmed petih koračnic (skomponirana leta 1901) je največkrat izvajana. Slovesna melodija v spevnem delu koračnice je zaslovela; Elgar jo je uporabil za hvalnico ob kronanju britanskega suverena Edvarda VII. za kralja Indije leta 1911, pozneje pa je (s prilagojenim besedilom) postala himna britanskih športnikov. Na ameriških univerzah koračnico izvajajo na slovesnostih ob podeljevanju diplom – prvič so jo ob tej priložnosti izvedli že leta 1905 na Univerzi Yale.